# تيليكوم إيطاليا
تيليكوم إيطاليا (بالإنجليزية: Telecom Italia)‏، هي شركة اتصالات إيطالية مقرها في روما وميلانو ونابولي (مع برج تيليكوم إيطاليا) والتي تقدم خدمات الهاتف وخدمات الهاتف المحمول وخدمات بيانات خط المشترك الرقمي. إنها أكبر مزود خدمات اتصالات إيطالي من حيث الإيرادات والمشتركين. تأسست في عام 1994 من خلال اندماج العديد من شركات الاتصالات المملوكة للدولة الجمعية الإيطالية لعمليات الهاتف ص، (المعروفة باسم بروتوكول بدء جلسة، من شركة بيدمونتيس للطاقة الكهرومائية السابقة)، مشغل الهاتف الاحتكاري السابق للدولة في إيطاليا.
يتم تداول أسهم الشركة في البورصة الإيطالية. منذ عام 2017، تمارس الدولة الإيطالية «القوة الذهبية»، والتي تتيح للحكومة اتخاذ إجراءات على الشركة لحماية المصالح الاستراتيجية للبلاد.
في 5 نوفمبر 2023 وافقت شركة "تيليكوم إيطاليا" على بيع شبكة خطوطها الأرضية لشركة "كيه كيه آر أند كو." (KKR & Co) في صفقة مدعومة من الحكومة تبلغ قيمتها حوالي 22 مليار يورو (23.6 مليار دولار).

## التاريخ

### 1925-1964: ستيبيل وضريبة الهاتف الإلزامية المبكرة
في عام 1925، أعيد تنظيم شبكة الهاتف من قبل الحزب الوطني الفاشي وتأسست شركة ستيبيل في نفس العام. تضمن المركز الأصلي لشركة تيليكوم إيطاليا 4 شركات: تيمو وتيتي وتيلفي وسيت. كل واحد منهم يعمل في منطقة جغرافية محددة. في عام 1964، اندمجت هذه الشركات في مجموعة واحدة تحت اسم بروتوكول بدء الجلسة.

### 1964-1994: بروتوكول بدء الجلسة - الجمعية الإيطالية لعمليات الهاتف
في عام 1964، توقفت شركة بيدمونتيس للطاقة الكهرومائية (بروتوكول بدء الجلسة)، وهي شركة طاقة سابقة تأسست عام 1918، عن إنتاج الطاقة واستحوذت على جميع شركات الهاتف الإيطالية، لتصبح بروتوكول بدء الجلسة - شركة الهاتف الإيطالية. كانت تديرها وزارة المالية الإيطالية.
كان بروتوكول بدء الجلسة احتكارًا للدولة من عام 1964 إلى عام 1996 واضطر الإيطاليون إلى دفع «رسوم الاتصالات» (رسوم تأجير خط تبلغ حوالي 120 يورو سنويًا، بالإضافة إلى استئجار الأجهزة والتكاليف الصغيرة الأخرى) من أجل الحصول على هاتف في المنزل.

### 1994-2005: تليكوم إيطاليا، تليكوم إيطاليا موبايل وخدمات خط المشترك الرقمي
تم إنشاء تيليكوم إيطاليا رسميًا في 27 يوليو 1994 من خلال اندماج العديد من شركات الاتصالات من بينها بروتوكول بدء الجلسة وإريتيل وإيتالكابل وتليسبازيو وسيرم. كان هذا بسبب خطة إعادة تنظيم قطاع الاتصالات التي قدمها المعهد الجمهوري الدولي إلى وزير المالية.
في عام 1995، تم تشكيل قسم الهواتف المحمولة تحت اسم (تيليكوم إيطاليا موبايل). تم إنشاء بين الأعمال، أكبر شبكة إنترنت في إيطاليا، وفي نفس الفترة مع (تيليكوم إيطاليا نت) وأول مزودي خدمات الإنترنت، أصبح الوصول إلى الإنترنت حقيقة واقعة في إيطاليا. في عام 1996، قدمت تيليكوم إيطاليا موبايل بطاقة هاتف قابلة لإعادة الشحن مدفوعة مسبقًا، وبعد عام واحد أطلقت خدمة الرسائل القصيرة. في عام 1997، تحت رئاسة جويدو روسي، تمت خصخصة تيليكوم إيطاليا وتحولت إلى مجموعة وسائط متعددة كبيرة.
بحلول عام 2001، كانت الشركة مدينة واستحوذ عليها ماركو ترونشيتي بروفيرا. في العام التالي، أصدرت المجموعة خدمة خط المشترك الرقمي مسطحة في إيطاليا، أليس خط المشترك الرقمي غير المتناظر، بسرعة تنزيل تصل إلى 32 كيلوبت / ثانية وسرعة تحميل 8 كيلوبت / ثانية مقابل 40 يورو شهريًا بالإضافة إلى ضريبة شهرية قدرها 14.57 يورو، «كانون تيليكوم»، إلى جانب الفواتير الشهرية الإلزامية لأرقام هواتف المنزل (كان رقم هاتف المنزل مطلوبًا لخدمة خط المشترك الرقمي غير المتناظر). تأسست شركة تيليكوم إيطاليا ميديا، وهي شركة الوسائط المتعددة التابعة للمجموعة، في عام 2003 من مقعد باجين جيال، وركزت أعمالها على قطاع التلفزيون مع قنوات La7 وMTV.
بعد إعادة تنظيم الأنشطة التحريرية، استحوذت تيليكوم إيطاليا في 2005 على Tin.it وفيرجيل من تيليكوم إيطاليا ميديا.
تعمل مجموعة مجموعة تيليكوم إيطاليا أيضًا في أمريكا الجنوبية، في البرازيل باسم تيليكوم إيطاليا موبايل البرازيل وفي الأرجنتين وباراغواي مع مجموعة تيليكوم الأرجنتين. يقع مقر تيليكوم إيطاليا موبايل البرازيل المحلي في ريو دي جانيرو. تمتلك تيليكوم إيطاليا أيضًا حصة 50% في شركة الاتصالات البوليفية إنتل حتى تم تأميم حصتها من قبل الحكومة البوليفية في عام 2008.

### 2005-2014: شركة تليكوم إيطاليا سبا التي حصلت عليها تليفونيكا
أبلغت تيليكوم إيطاليا عن ديون متصاعدة في عام 2005، وبعد عام واحد، استقال الرئيس التنفيذي ماركو ترونشيتي بروفيرا.
في عام 2007، تم شراء الشركة من قبل شركة تيلكو، وهي مجموعة من تلفونيكا والعديد من البنوك الإيطالية. تمتلك تليفونيكا 46% من تيلكو، الشركة القابضة التي تسيطر على 22% من تيليكوم إيطاليا.
في أواخر عام 2013، أعلنت تليفونيكا عن نيتها الاستحواذ على تيلكو بالكامل بحلول يناير 2014، ومن المحتمل أن تصبح أكبر مساهم في تيليكوم إيطاليا. ومع ذلك، يتم الطعن في الخطة من قبل سلطة المنافسة البرازيلية لأن تليفونيكا وتيليكوم إيطاليا، مع فيفو وتيليكوم إيطاليا موبايل على التوالي، هما أكبر شركتين للهاتف تتنافسان في البرازيل.

### 2015 إلى الوقت الحاضر: ريبراند
في عام 2015، بدأت مجموعة تيليكوم إيطاليا عملية تغيير العلامة التجارية لأعمال الهاتف والهاتف المحمول تحت العلامة التجارية مجموعة تيليكوم إيطاليا الوحيدة. في نفس العام، وافق مجلس الإدارة على قسم الشركة الجديد، البنية التحتية اللاسلكية الإيطالية، الذي يشغل 11500 برج لاسلكي. تم الكشف في أكتوبر 2015 أن المساهمين فيفيندي سيرفعون حصصهم في الشركة من مستواها الحالي البالغ 15.49%. اعتبارًا من مايو 2017، تمتلك فيفيندي 24.6% من الشركة مع الرئيس التنفيذي لشركة فيفيندي أرنو دي بويفونتين الذي أصبح الرئيس التنفيذي لشركة تيليكوم إيطاليا. عاموس جينيش هو الرئيس التنفيذي الجديد منذ 28 سبتمبر 2017 وقد تعرض لانتقادات لإقالة 4500 موظف في شركة تيليكوم إيطاليا في يونيو 2018. تم استبداله من قبل لويجي جوبيتوسي الذي أصبح الرئيس التنفيذي الجديد في 18 نوفمبر 2018.

## العلامة التجارية تيليكوم إيطاليا موبايل
تيليكوم إيطاليا موبايل هي علامة تجارية إيطالية مملوكة لشركة تيليكوم إيطاليا. تأسست كشركة هاتف محمول في عام 1995، منذ عام 2015 أصبحت علامة تجارية توفر خدمات
الهاتف المحمول والهاتف الثابت والإنترنت.
تتوفر شبكة الجيل الرابع تطور طويل الأمد (شبكات اتصالات) في 6849 مدينة (96.3% من الدولة) بما في ذلك: أنكونا، باري، بولونيا، كالياري، كاتانيا، فلورنسا، جنوة، ميسينا، ميلان، نابولي، باليرمو، بيروجيا، بيسكارا، ريجيو كالابريا، روما، ترينتو، تريست، تورين، والبندقية. تتمتع شبكة الجيل الرابع + / تيليكوم إيطاليا موبايل بلس بسرعات تصل إلى 180-225 ميجابايت مستغلةً تجميع شركة الجيل الرابع المتوفر الآن في أكثر من 600 مدينة بما في ذلك: روما وميلانو وتورينو ونابولي وفلورنسا وجنوة وباليرمو وكاتانيا وباري والبندقية. يتوفر الجيل الثالث 42.2 MB / s في 4282 مدينة (84.2%).
تيليكوم إيطاليا موبايل ترعى الدوري الإيطالي. لدى تيليكوم إيطاليا موبايل شركة تابعة في البرازيل، تعرف باسم تيليكوم إيطاليا موبايل البرازيل، مع 72.6 مليون عميل. تغطي العلامة التجارية أكثر من 114 مليون عميل حول العالم.

## مشاكل قانونية

### شركة تيليكوم إيطاليا موبايل تفرض رسومًا غير قانونية على الأموال مقابل تجديد الإنترنت «المجاني»
قامت تيليكوم إيطاليا موبايل بتحصيل أموال بشكل غير قانوني مقابل توفير الإنترنت لتجديد الاشتراكات لمدة 5 سنوات لعملائها أثناء تجديد الاشتراك «المجاني».

### الاحتيال في خطوط الهاتف المحمول البرازيلية المدفوعة مسبقًا
في 8 أغسطس 2012، تورطت تيليكوم إيطاليا موبايل البرازيل في فضيحة ضخمة في الأخبار البرازيلية بعد إصدار تقرير من قبل وكالة الاتصالات الوطنية البرازيلية أناتل.
يشير التقرير إلى أنه في خطة المكالمات الصوتية المدفوعة مسبقًا لتيليكوم إيطاليا موبايل (حصة السوق 24.7%)، المسماة «ما لا نهاية» (حيث يدفع المستخدم حوالي 0.12 دولار أمريكي لكل مكالمة غير محدودة الوقت) تم إسقاط المكالمات عمدًا من قبل الشركة، مما أجبر العملاء على إجراء (ودفع مقابل) المكالمات الجديدة لمواصلة الحديث. في يوم واحد فقط، تم إسقاط 8.1 مليون مكالمة وبلغ إجمالي الربح حوالي مليوني دولار. عند إصدار التقرير، رفعت الوزارة العامة لولاية بارانا دعوى قضائية ضد شركة تيليكوم إيطاليا موبايل تطلب منها التوقف عن بيع خطوط الهاتف المحمول الجديدة في البرازيل ودفع غرامة بملايين الدولارات عن الأضرار ضد المستهلكين.

## عمليات
تقدم مجموعة تيليكوم إيطاليا موبايل خدمات الهاتف الثابت والهاتف المحمول في إيطاليا، وخدمات الهاتف المحمول جي إس إم في إيطاليا والبرازيل من خلال شركة تيليكوم إيطاليا موبايل التابعة لها (تيليكوم إيطاليا موبايل البرازيل)، وخدمات الإنترنت والهاتف خط المشترك الرقمي في إيطاليا وسان مارينو. كما تعمل في خدمات الاتصالات الدولية لمشغلين ومؤسسات أخرى، من خلال شركتها الفرعية تيليكوم إيطاليا سباركل. في عام 2013، بلغ إجمالي ديون الشركة حوالي 26 مليار يورو. يعمل في تيليكوم إيطاليا 66.025 موظفًا.
تسيطر تيليكوم إيطاليا أيضًا على أوليفيتي، وهي شركة تصنيع ملحقات الحاسوب والهواتف المحمولة. في 31 مارس 2014، قادت شركة تيليكوم إيطاليا كلاً من سوق خطوط الوصول الثابتة المباشرة بحصة 62%، وقطاع الدفع الآجل للهاتف المحمول بحصة سوقية تبلغ 45%. في قطاع «الدفع المسبق» للهاتف المحمول، تمتلك شركة تيليكوم إيطاليا حصة سوقية تبلغ 31.5% مع شركة فودافون.
بعد اندماج وايند وإيطاليا 3، الذي تمت الموافقة عليه في 6 أغسطس 2015، أصبحت تيليكوم إيطاليا الآن ثاني أكبر شركة نقل في البلاد مع 30 مليون عميل، تليها فودافون مع 25 مليون عميل. حافظت تيليكوم إيطاليا على ريادتها في سوق خطوط الوصول الثابت المباشر وقطاع الدفع الآجل للهاتف المحمول.

### قضية ارتفاع الديون
تتعامل شركة تيليكوم إيطاليا سبا مع ديون إجمالية بلغت 27 مليار يورو بنهاية عام 2019. صنفت مودي الدين بنظرة سلبية من الدرجة B1 في عام 2015.

## الممارسات والمبادرات البيئية
في عام 2002، اشتركت شركة تيليكوم إيطاليا في مبادرة مسؤولية الشركات التابعة للأمم المتحدة الصراع العالمي. كما أنها عضو في عدد من مؤشرات سوق الأسهم التي تشمل الشركات التي تركز على المسؤولية الاجتماعية للشركات، بما في ذلك مؤشر داو جونز للاستدامة وتلك التي تديرها مجموعة FTSE الدولية المحدودة FTSE4Good. تم إدراج فرعها البرازيلي المملوك جزئيًا، تيليكوم إيطاليا موبايل المشاركون، في مؤشر ISE (مؤشر استدامة الشركات) في بوفيسبا.
تروج تيليكوم إيطاليا لاستراتيجية الاستدامة بما في ذلك القضايا البيئية والاجتماعية: في يونيو 2014 وقعت اتفاقية مع A2A لشراء الطاقة من مصادر متجددة فقط.